# Ratchet & Clank: All 4 One
Ratchet & Clank: All 4 One — компьютерная игра в жанре платформер, разработанная компанией Insomniac Games и изданная Sony Computer Entertainment эксклюзивно для PlayStation 3. Игра была выпущена 18 октября 2011 года в США и 21 октября 2011 года в Европе. Это ответвление от основной серии Ratchet & Clank созданное специально для кооперативной игры до 4 игроков.

## Игровой процесс
В отличие от большинства игр в серии рассчитанных на одиночное прохождение, игровой процесс данной игры заточен на кооперативное прохождение. Совместная игра может осуществляться как за одной консолью, так и по сети. Каждый игрок контролирует одного из персонажей — Рэтчета, Кланка, капитана Кварка или доктора Нефариуса.

## Сюжет
Через два года после событий A Crack in Time, Рэтчет и Кланк решают расслабиться и отойти от дел, а капитан Кварк за это время успел стать президентом галактики Солана. Оказывается, что доктор Нефариус, которого считают мёртвым, был телепортирован со своего корабля за момент до взрыва и планирует отомстить.
Кварк в сопровождении Рэтчета и Кланка прибывает на планету Иглиак для получения награды за усмирение поедающего свет Зигрута (англ. Z'Grute), при том что Кварк этого даже не делал. Когда Кварк собирается забрать награду из пасти замороженного Зигрута появляется доктор Нефариус и пробуждает Зигрута. План Нефариуса проваливается после того как Зигрут нападает на него, а после чего сбегает в город. Нефариусу приходится объединиться с героями. Команде героев удаётся догнать и победить Зигрута, но появляется гигантский космический корабль и ловит как Зигрута, так и героев.
Герои приходят в себя прикованные в незнакомой фабрике, освободившись и выбравшись наружу они узнают, что гигантский космический корабль поймавший их называется Эфемерис (англ. Ephemeris) и он собирает самых опасных существ во Вселенной и собирает их на планете Магнус. Из найденного голографического дневника герои узнают о зловещих целях того кто контролирует Эфемерис. Победив командира Спога (англ. Commander Spog) герои узнают, что способ победить Эфемерис знает только некий архитектор. Из новых голографических дневников герои узнают о счастливых временах на планете Магнус и событиях которые привели к трагедии. Герои находят создателя Эфемериса доктора Кройда (англ. Croid), но тот кажется абсолютно сумасшедшим. Доктор Нефариус находит в компьютере Кройда информацию о системе подзарядки Эфемериса. Герои решают отправиться к пункту зарядки Эфемериса, но оказываются сбиты им на подлёте и падают в замёрзшее море, теряя связь с Кронком и Зефером, которые помогали героям всё это время. Водопроводчик помогает героям вернуться в город.
Герои прибывают к Эфемерису и проникают внутрь, где обнаруживают доктора Ниво (англ. Nevo), которого считали ответственным за злодеяния Эфемериса, но настоящим злодеем оказывается мистер Динклз, ассистент доктора Кройда. Мистер Динклз оказывается одержим духом Локи с планеты Торанукс, который и собирал самых опасных существ для управления ими и уничтожения с их помощью других существ населяющих галактику. Дух Локи вселяется в Гривелнокса (англ. Grivelnox) с планеты Рикан 5 и сражается с героями. В напряжённой битве герои одерживают верх, после чего дух Локи пытается вселиться в капитана Кварка, но доктор Нефариус не даёт ему этого сделать, уничтожая дух.
Вскоре после этого Рэтчет и Кланк осознаю́т, что им нравится быть героями и они решают вернуться со своей пенсии. Прибывает корабль с Кронком и Зефиром которые собираются забрать героев с планеты, но корабль угоняет доктор Нефариус напоминая, что он суперзлодей. Герои решают использовать Эфемерис для возвращения домой.

## Разработка
Первые слухи об игре появились 6 августа 2010 года, когда Дэвид Кэй, актёр озвучивающий Кланка, раскрыл, что работает над новой игрой Insomniac Games. Игра была анонсирована 17 августа 2010 года на конференции Sony в рамках Gamescom.

## Оценки прессы и награды
| Сводный рейтинг       | Сводный рейтинг |
| Агрегатор             | Оценка          |
| --------------------- | --------------- |
| GameRankings          | 70,63 %         |
| Metacritic            | 70/100          |
| Иноязычные издания    |                 |
| Издание               | Оценка          |
| Destructoid           | 4/10            |
| Eurogamer             | 5/10            |
| Famitsu               | 34/40           |
| Game Informer         | 8,75/10         |
| GamePro               | [ 13 ]          |
| GameSpot              | 7/10            |
| Giant Bomb            | [ 15 ]          |
| IGN                   | 8/10            |
| Русскоязычные издания |                 |
| Издание               | Оценка          |
| Gametech              | Хорошо          |
| «Игры Mail.ru»        | 7,0/10          |

Игра получила положительные и смешанные отзывы прессы, усреднённая оценка игры на основании 65 рецензий на сайте-агрегаторе Metacritic составляет 70 баллов из 100 возможных. Основной критики удостоилась фиксированная камера и упрощённая стрельба.